# Boule de Belp
La boule de Belp (Belper Knolle en allemand) est un fromage suisse qui, comme son nom l'indique, vient de la ville de Belp dans le canton de Berne.
Fabriquée à partir de lait de vache cru, elle est commercialisée sous deux formes - rouge (rot) ou dorée (gold), selon son degré de maturation : fraîche ou séchée. La boule fraîche se consomme parfois légèrement ramollie dans une pierre chauffée à 60 °C environ.

## Caractéristiques

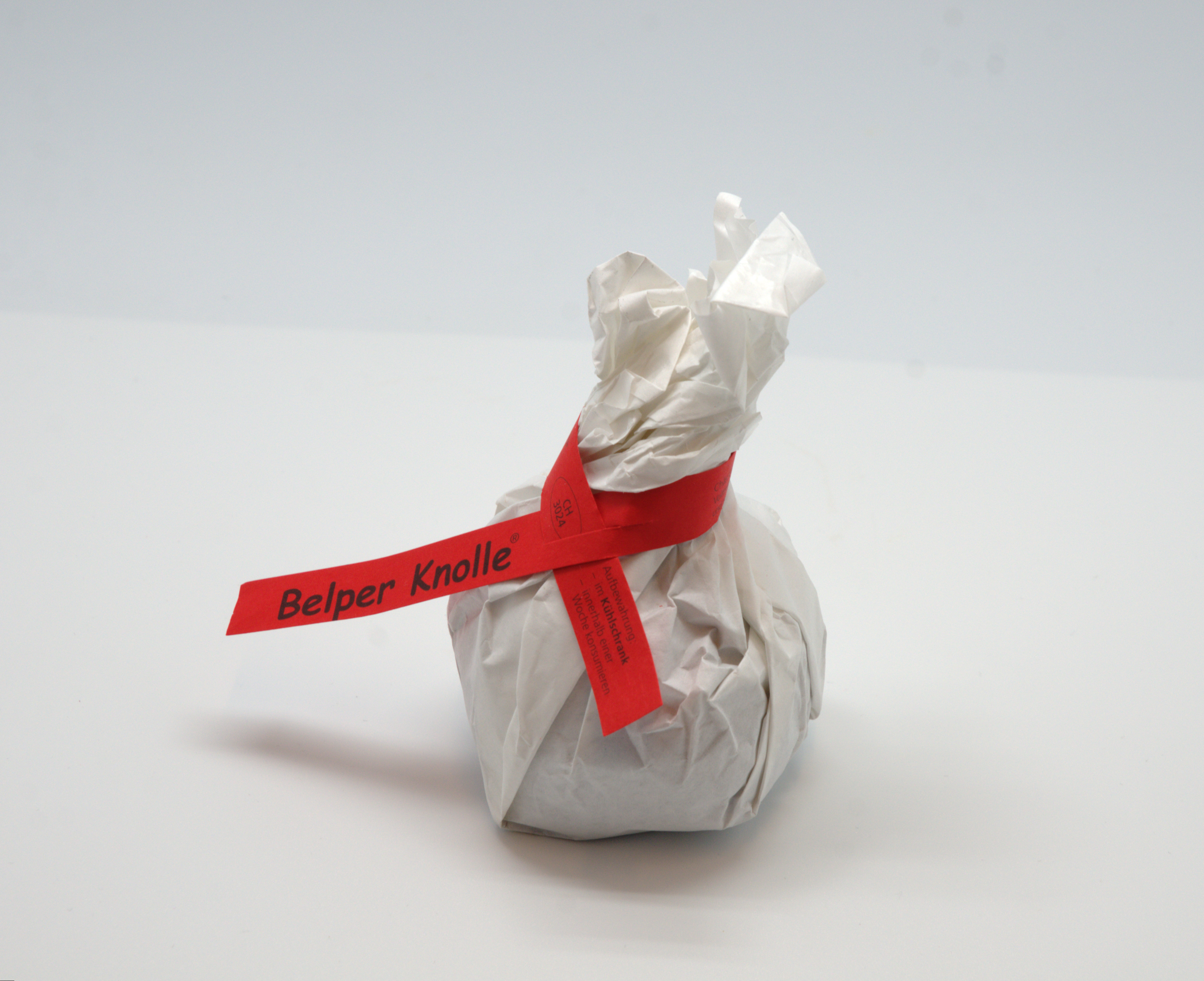
Boule de Belp fraîche dans son emballage

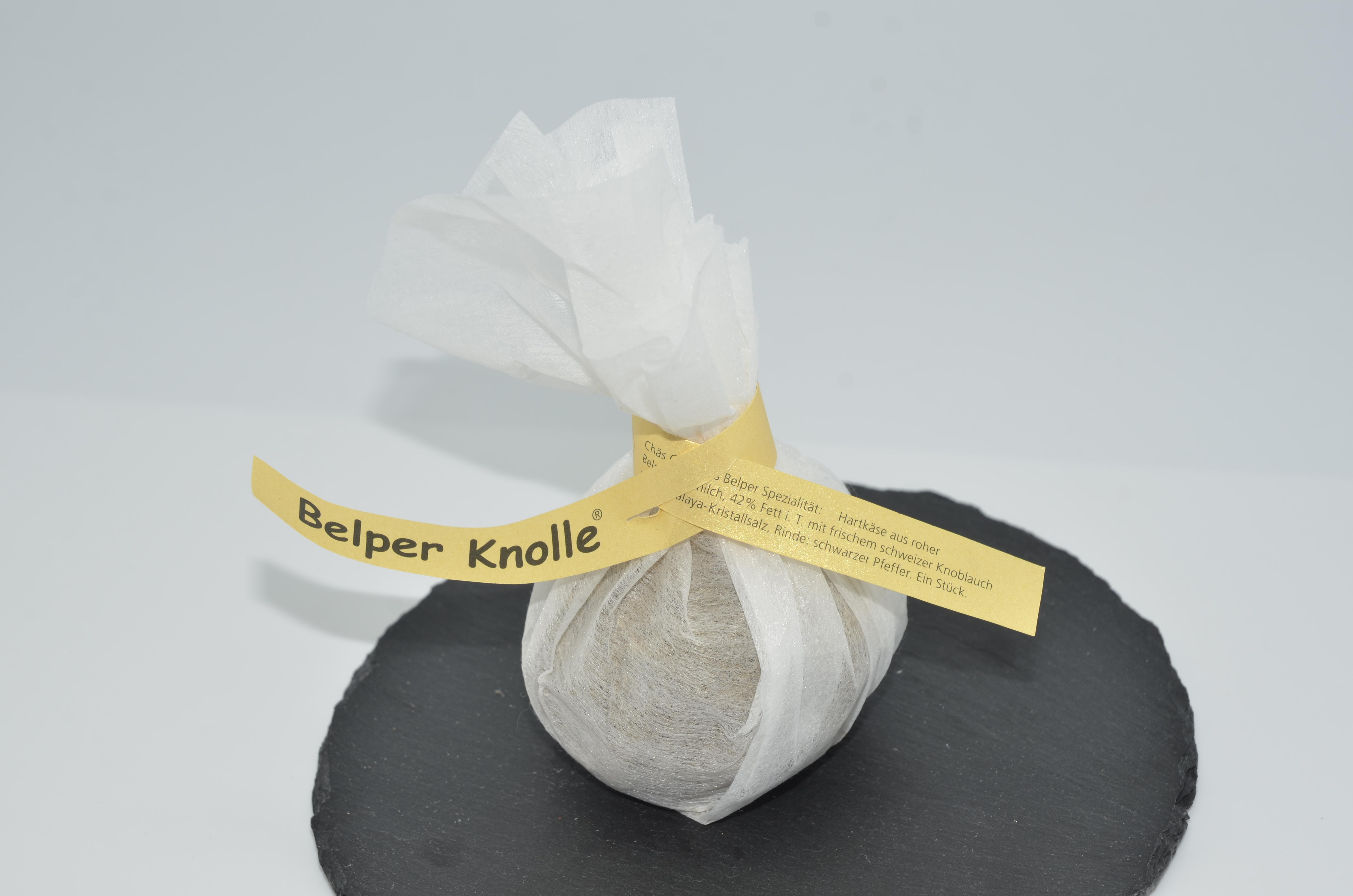
Boule de Belp sèche dans son emballage

La Boule de Belp se présente comme un petit fromage rond, épicé au sel de l'Himalaya et à l'ail, roulé dans du poivre avant d'être affiné en cave. Ce produit, qui fait penser à une truffe, a réussi à s'imposer dans la haute gastronomie. Il est exclusivement fabriqué dans une fromagerie familiale à Belp.
Ce fromage est vendu à différents stades de maturation : comme fromage frais à tartiner, à pâte molle ou semi-ferme (après quelques semaines d'affinage), ou comme fromage à pâte dure ou extra dure, après un minimum de 3 mois d'affinage en cave ventilée. Dans ce dernier cas, il s'utilise comme fromage à râper dans diverses recettes de gastronomie fine, comme substitut au parmesan, pour agrémenter salades, rizottos, viandes, potages, etc..
Les boules de Belp sont vendues emballées dans un petit sac perméable à l'air, fermé par un cordon de couleur pour distinguer les versions "molles", moins matures (cordon rouge) de celles dont l'affinage a  été prolongé plusieurs mois en cave, jusqu'à l'obtention d'une boule dure destinée à être râpée (cordon or). Elles se conservent au frigo.
Les boules de Belp molles ou semi-fermes après environ neuf semaines de maturation peuvent être consommées telles quelles ou  chauffées à environ 60 °C sur une pierre posée sur un réchaud à fondue, lors d'un apéritif, par exemple.

## Fabrication
La production de ce fromage, créé en 1993, se caractérise par une utilisation maximale de matières premières régionales et une production qui suit directement la traite, pour éviter de devoir refroidir le lait pour assurer sa conservation. Ces contraintes de production imposent de n'utiliser que le lait de troupeaux de vaches Simmental situés à proximité de la fromagerie(2).
Après adjonction de présure et de yoghourt, le lait est laissé au repos pendant 24 Heures, pour laisser le caillé se former. Ensuite, le caillé est entaillé pour faciliter l'écoulement du petit lait, puis la fabrication du fromage frais se termine par un ajout de sel de l'Himalaya et d'ail en poudre. La masse est alors malaxée puis distribuée sous forme de boules qui sont finalisées à la main avant d'être roulées dans du poivre en poudre puis affinées dans une cave bien ventilée pendant une période variable, pouvant atteindre plusieurs mois pour l'obtention de boules très sèches et dures destinées à être râpées. C'est au cours de cette phase de maturation en cave que se développent les arômes du produit, avec d'autant plus d'intensité que la période d'affinage est longue.

## Prix d'innovation agricole suisse
La boule de Belp a reçu, en 2007, le Prix d'innovation agricole suisse (PIAS) dans la catégorie des produits laitiers. Ce prix, créé en 1999, vise à stimuler la créativité des producteurs du secteur agro-alimentaire, en récompensant chaque année un produit innovant dans les différentes catégories de produits agro-alimentaires.

Les boules de Belp
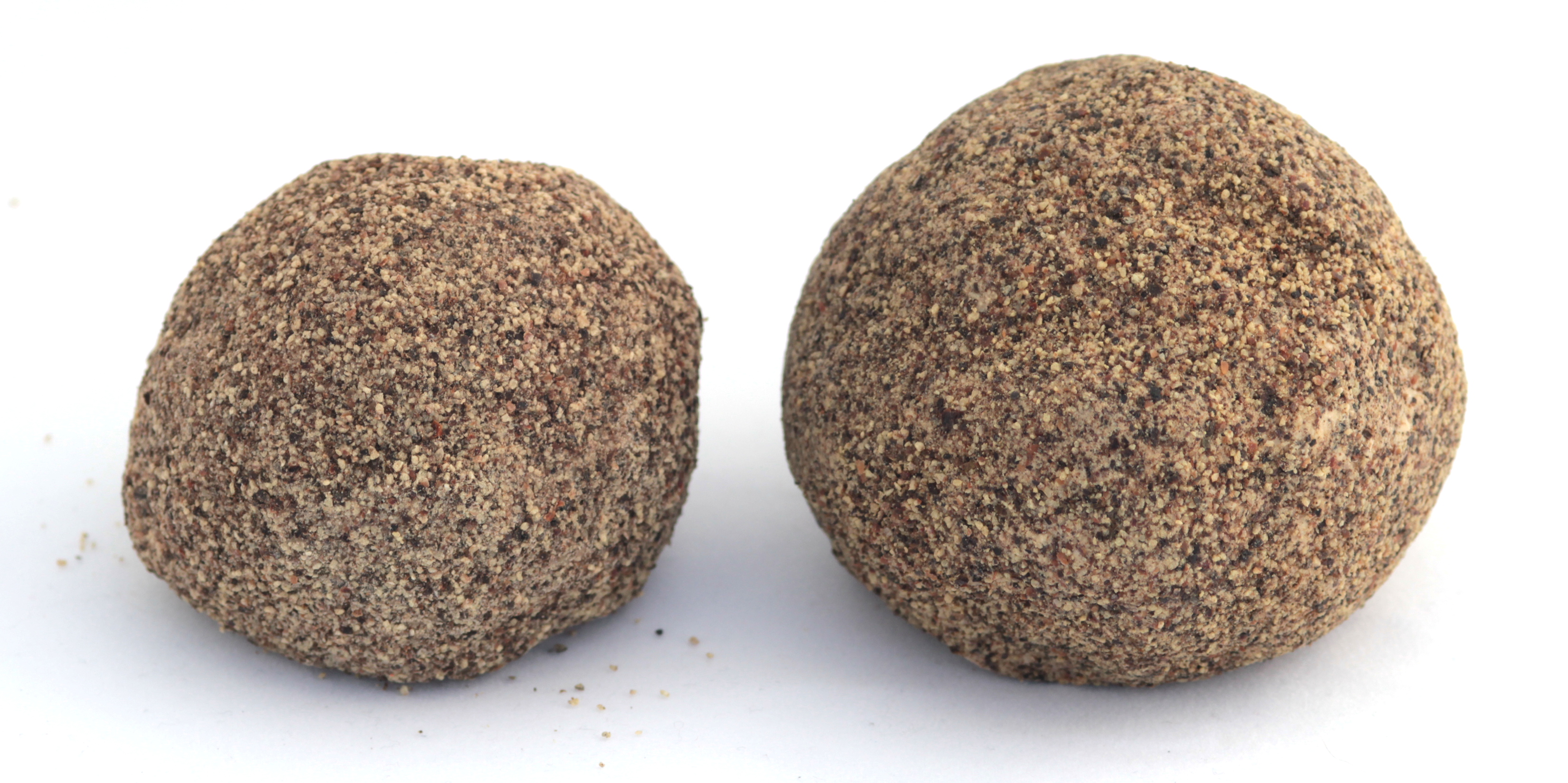
Deux boules de Belp, l'une à râper (à gauche), l'autre (fraîche) à consommer telle quelle ou chaude
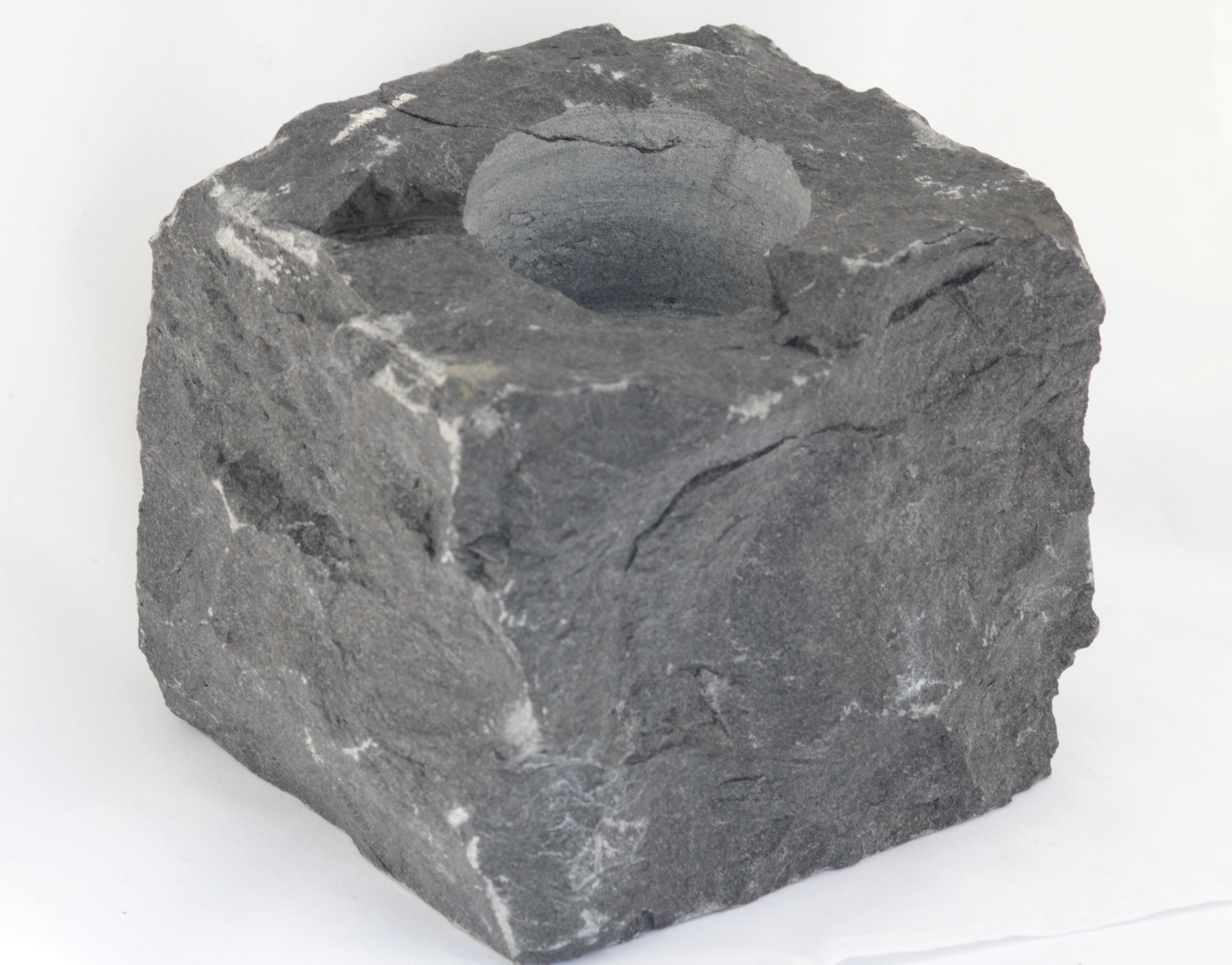
S'utilise posée sur un réchaud à fondue
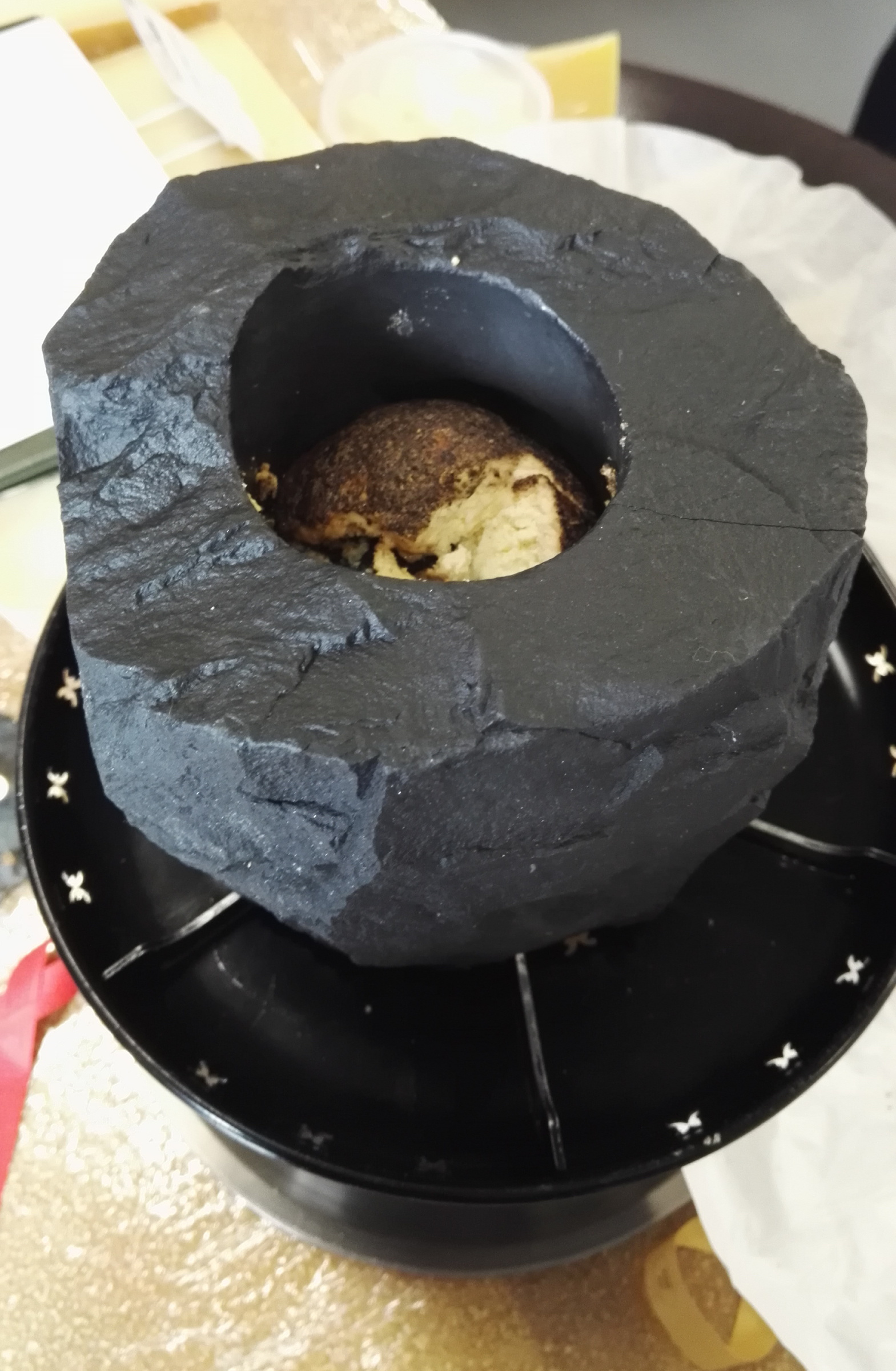
Ce dispositif permet de consommer chaudes des boules de Belp fraîches
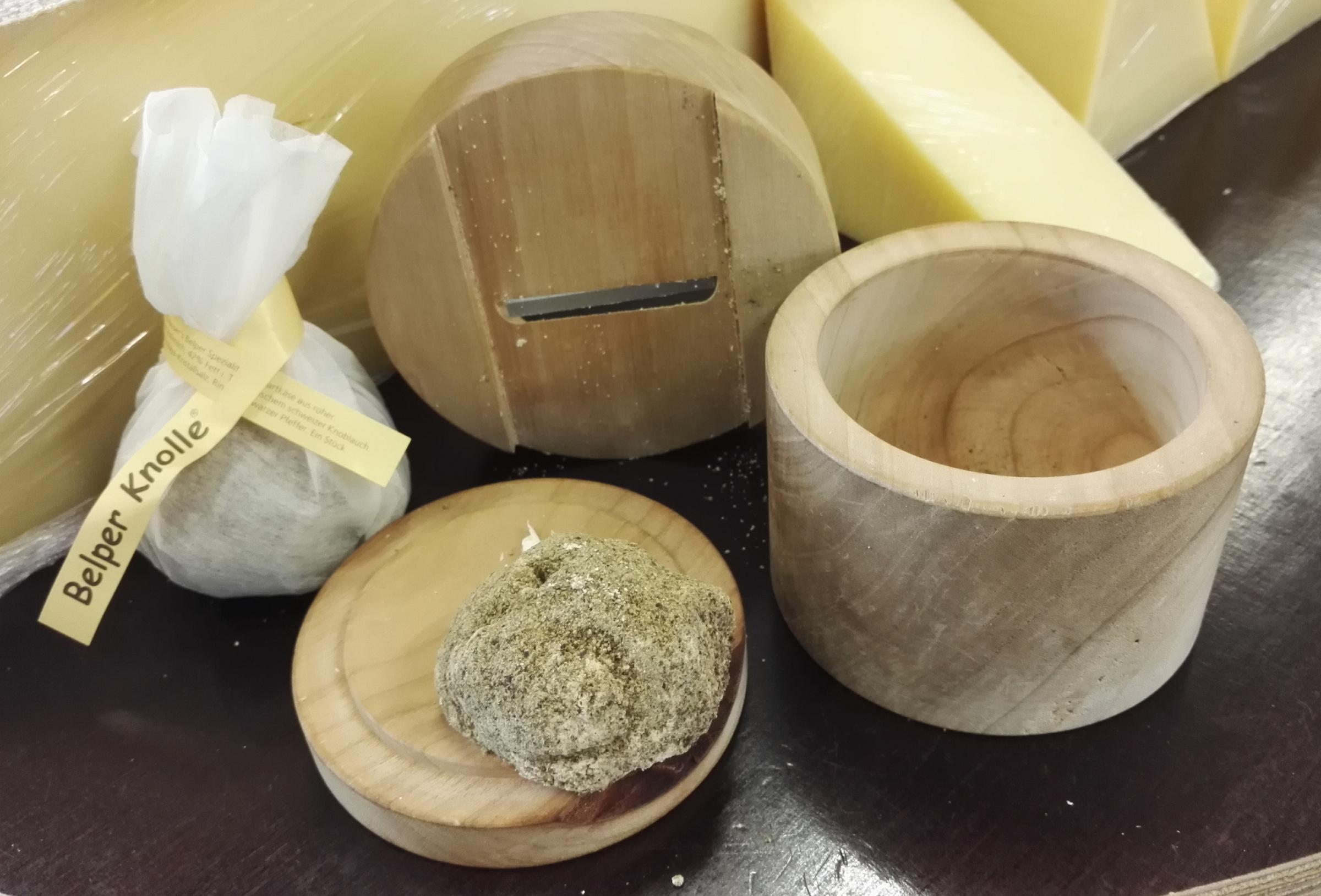
Râpe pour boules de Belp sèches (Gold)